# Reg Park
Roy "Reg" Park (ur. 7 czerwca 1928 w Leeds, zm. 22 listopada 2007 w Johannesburgu) – brytyjski kulturysta i aktor filmowy.

## Życiorys

### Wczesne lata
Urodził się w Leeds w hrabstwie West Yorkshire, w północnej Anglii w zamożnej rodzinie jako syn właściciela siłowni i byłego sportowca. Od najmłodszych lat zajmował się sportem; w szkole uprawiał lekkoatletykę i pływanie. Właśnie na pływalni, widząc atletycznie zbudowanych kolegów zainteresował się z kulturystyką, która w owym czasie nie miała jeszcze statusu samodzielnej dyscypliny i była traktowana jako ćwiczenia uzupełniające dla wybranych dyscyplin sportu. Pierwsze treningi odbywał w urządzonej przez siebie siłowni w garażu ojca. Po zdemobilizowaniu w 1946 powrócił do treningów, rozbudowując garaż ojca i przekształcając go w pełnoprawny ośrodek treningowy. Rok później, urzeczeni jego pasją rodzice, zasponsorowali mu pobyt w USA, gdzie Reg miał okazję zgłębiać tajniki kulturystyki w czołowych ośrodkach USA tamtego okresu. 

### Kariera
Po trzech latach treningu, w 1946 roku zadebiutował w zawodach Mr. Britain zajmując czwarte miejsce. Jego dobrze zapowiadająca się kariera kulturysty została przerwana powołaniem do odbycia służby wojskowej, którą spędził w marynarce wojennej w Singapurze. Po powrocie do Anglii, w 1949 roku wygrał w Mr. Britain, w 1950 zdobył tytuł Mr. Europe i był drugi na Mr. Universe. Mistrzem świata (Mr. Universe) został rok później, w 1951 w wieku 24 lat. Sukces ten powtórzył w 1958 roku.
Na początku lat 60. porzucił starty na rzecz występów aktorskich w niskobudżetowych filmach produkcji włoskiej, utrzymanych w modnej ówcześnie konwencji antycznej, w tym Herkules w świecie przeklętych (1961) z Christopherem Lee. Większość z tych projektów współcześnie pozostaje szerzej nieznana. Role te zapewniły mu dość wysokie honoraria, które przeznaczył na rozwój własnej firmy zajmującej się propagowaniem ćwiczeń siłowych i zdrowego stylu życia. W 1965 powrócił do kulturystyki, zdobywając w 1965 roku trzeci tytuł Mr. Universe. W latach 60. uznawany był za męski symbol seksu.
W 1970 roku ponownie wystartował w tych zawodach, przegrywając nieznacznie (zajął II miejsce) z młodym kulturystą z Austrii – Arnoldem Schwarzeneggerem, który zresztą miał go za swojego idola. W kolejnej edycji tej imprezy – w roku 1971 – był trzeci za Kenem Wellerem i Sergio Olivą – trzykrotnym Mr. Olympia. Po raz ostatni wystartował na Mr. Universe w 1973 roku, w wieku 49 lat, zajmując II miejsce za Boyerem Coe.
W okresie swojej najlepszej formy posiadał następujące dane antropometryczne: wzrost – 183 cm., waga 107 kg., obwód klatki piersiowej – 136 cm., talia – 77 cm., biceps – 51 cm., udo – 70 cm. Był pierwszym człowiekiem na świecie, który oficjalnie wycisnął 500 funtów (ok. 227 kg.) leżąc (w 1953). Przez całą swoją zawodniczą karierę startował w imprezach organizowanych przez federację National Amateur Body-Builders' Association (NABBA). Na początku lat 70. wycofał się ze startów, zajął interesami i zaczął wydawać swój własny magazyn kulturystyczny The Reg Park – Journal.
Wystąpił w filmie dokumentalnym Kulturyści (Pumping Iron, 1977) z udziałem Arnolda Schwarzeneggera.

### Życie osobiste
22 października 1952 roku ożenił się z tancerką Mareon Isaacs, z którą miał dwoje dzieci: córkę Jeunesse (ur. 1954) i syna Jon-Jona (ur. 1957). To głównie żonie zawdzięczał, że pozowania w jego wykonaniu cechował wysoki poziom profesjonalizmu.
Zmarł 22 listopada 2007 na czerniaka skóry w wieku 79 lat w Johannesburgu w Republice Południowej Afryki, gdzie mieszkał od końca lat 50.

## Warunki fizyczne
- wzrost: 185 cm
- waga w sezonie: 97–101 kg
- waga poza sezonem: 102–113 kg
- ramiona: 47–48 cm

## Osiągnięcia w kulturystyce (NABBA)
| Rok  | Tytuł        | Miejsce              |
| ---- | ------------ | -------------------- |
| 1946 | Mr. Britain  | IV                   |
| 1949 | Mr. Britain  | I                    |
| 1950 | Mr. Europe   | I                    |
| 1950 | Mr. Europe   | całkowite zwycięstwo |
| 1950 | Mr. Universe | II                   |
| 1951 | Mr. Universe | I                    |
| 1958 | Mr. Universe | I                    |
| 1958 | Mr. Universe | całkowite zwycięstwo |
| 1965 | Mr. Universe | I                    |
| 1965 | Mr. Universe | całkowite zwycięstwo |
| 1970 | Mr. Universe | II                   |
| 1971 | Mr. Universe | III                  |
| 1973 | Mr. Universe | II                   |

## Filmografia
| Rok  | Tytuł | Rola                 | Reżyser                                                          |
| ---- | --- | -------------------- | ---------------------------------------------------------------- |
| 1961 | Ercole alla conquista di Atlantide (tytuł międzynar. Hercules and the Conquest of Atlantis)                   | Herkules             | Vittorio Cottafavi                                               |
| 1961 | Herkules w świecie przeklętych (Ercole al centro della terra, tytuł międzynar. Hercules in the Haunted World) | Herkules             | Mario Bava, Franco Prosperi                                      |
| 1964 | Maciste nelle miniere di re Salomone (tytuł międzynar. Maciste in King Solomon's Mines)                       | Maciste / Samson     | Piero Regnoli (w napisach: Martin Andrews)                       |
| 1964 | Ursus, il terrore dei kirghisi (tytuł międzynar. Hercules, Prisoner of Evil)                                  | Ursus                | Antonio Margheriti (w napisach: Anthony Dawson), Ruggero Deodato |
| 1965 | La sfida dei giganti (tytuł międzynar. Hercules the Avenger)                                                  | Herkules             | Maurizio Lucidi (w napisach: Maurice A. Bright)                  |
| 1977 | Kulturyści (Pumping Iron)                                                                                     | w roli samego siebie | George Butler, Robert Fiore                                      |
| 1990 | Naciągacze (The Grifters)                                                                                     | na TV w barze        | Stephen Frears                                                   |
| 2002 | Iron and Beyond (wideo)                                                                                       | w roli samego siebie | Dave McVeigh, Scott McVeigh                                      |
| 2002 | Raw Iron: The Making of "Pumping Iron" (TV)                                                                   | w roli samego siebie | Dave McVeigh, Scott McVeigh                                      |
| 2009 | Reg Park: The Legend (dokumentalny)                                                                           | w roli samego siebie | Richard Harry Nosworthy                                          |